# Залесе (Седлецький повіт)
Залесе (пол. Zalesie) — село в Польщі, у гміні Пшесмики Седлецького повіту Мазовецького воєводства.
Населення — 40 осіб (2011).
У 1975-1998 роках село належало до Седлецького воєводства.

## Демографія
Демографічна структура станом на 31 березня 2011 року:
|          | Загалом | Допрацездатний вік | Працездатний вік | Постпрацездатний вік |
| -------- | ------- | ------------------ | ---------------- | -------------------- |
| Чоловіки | 20      | 5                  | 11               | 4                    |
| Жінки    | 20      | 6                  | 8                | 6                    |
| Разом    | 40      | 11                 | 19               | 10                   |